# Inteligencja twórcza
Inteligencja twórcza – zbiór umiejętności i cech wrodzonych, które pozwalają osobie na twórcze działania, w szczególności takie o charakterze artystycznym.
Eksperyment przeprowadzony w 1967 roku przez amerykańską grupę z uniwersytetu Bowling Green pokazał, że na inteligencję twórczą ma wpływ wiele czynników pozornie z nią niezwiązanych; dla przykładu, ludzie jedzący dużo mięsa (dieta białkowa) mieli wyższy poziom somatoliberyny i kortykoliberyny, co wpływało korzystnie na ich inteligencję twórczą.